# 延安高架路
延安高架路是位于中华人民共和国上海市的一条东西向高架快速路，是上海市“申”字型高架快速路网络中的“一横”。高架东西向横穿上海市中心城区，自虹桥路开始，由西向东基本沿延安西路、延安中路和延安东路修建。全线西起上海虹桥国际机场，东到外滩中山东一路，西端与外环沪青平立交相连，东端与延安东路隧道、外滩隧道相接，全长公里约14.5公里。高架路幅宽56-71米，设双向6-8车道，设计时速60-80公里。
全线分三段建设完成，1996年率先建成的西段西起虹桥国际机场迎宾一路，东至内环高架路延安西路立交桥，全长5.88公里；1999年建成的中段西起内环高架路延安西路立交桥，东至南北高架路延安中路立交桥，全长5.56公里；1997年建成的东段西起南北高架路延安中路立交桥、东至外滩中山东一路，全长3.01公里。

## 历史

### 早期规划
1948年上海市都市计划委员会编制的《上海市建成区干路系统计划》和1958年上海市城市规划勘测设计院编制的《上海市高速干道系统计划》首先提出了上海需要建设快速道路，其中1958年规划明确指出，为避免将车流导入中区、避免给市中心的建筑处理带来困难，不在延安路建设快速道路，因此80年代延安路一直未有建设快速道路的规划:333-335。
20世纪80年代，上海市区车流量增长迅速，1985年全市道路容纳量为机动车7.5万辆，而实有机动车15.5万辆:4。因此在1985年上海市规划院编制了《上海市中心城高架汽车专用道系统初步方案》，方案中规划建设设计时速60-80公里、宽4-6车道的快速道路，其中延安高架路作为“十字形骨架”的一部分提出，规划东西向由318国道进入市区接延安路至外滩，西段规划高架6车道，东段高架4-5车道:335-336。该方案在1987年7月年获得了上海市城乡规划环境保护委员会的批复同意，确定上海要建设“申”字型高架网，同时也纳入了1986版《上海市城市总体规划》。

### 西段建设
延安高架路西段西起虹桥国际机场迎宾一路，东至内环高架路延安西路立交桥，全长5.88公里，另有机场匝道1.3公里，总投资12.62亿元。高架宽25.5米，双向6-8车道，设上下匝道12条，设计时速60-80公里。高架于1995年10月开建，并最终于1996年11月建成，是延安高架路三段中最先建成的一段。建成后，西段高架平均行车时速在62公里以上。

### 东段建设

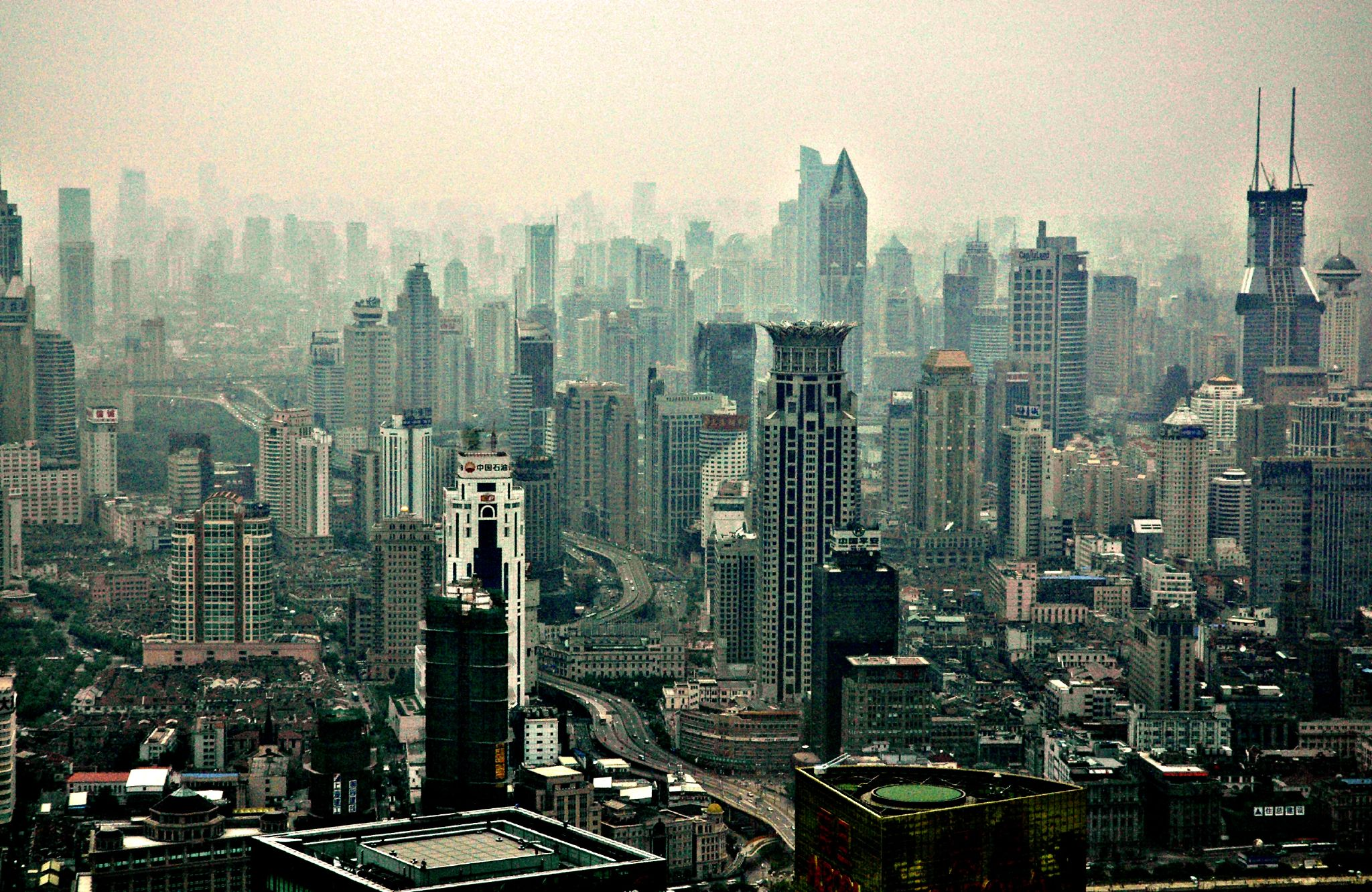
浦西城区，图片下方道路为延安高架路

延安高架路东段西起南北高架路延安中路立交桥、东至外滩中山东一路，全长3.01公里，总投资15.4亿元。高架原设计为宽18米的双向4车道，后部分路段改为双向6车道，宽25.5米，设上下匝道10条，设计时速60公里。高架于1996年10月开建，并最终于1997年9月建成。建成后，东段高架平均行车时速在42公里以上。

### 中段建设
延安高架路中段西起内环高架路延安西路立交桥，东至南北高架路延安中路立交桥，全长5.56公里，总投资25.87亿元。高架宽25.5米，双向6车道，设上下匝道6对，设计时速60公里。高架建设前动迁居民5168户，动迁单位521家，拆除各类建筑物总计30万余平方米。高架于1998年6月开建，建设过程中考虑了对22幢9层以上高层建筑的保护，并考虑了对重要宗教场所（如圆明讲堂）和市级重点文保单位华东医院、上海文艺会堂、中国福利会少年宫、上海展览中心等重要建筑的保护。最终高架于1999年9月建成通车，是延安高架路三段中最后建成的一段。

### 东段改建

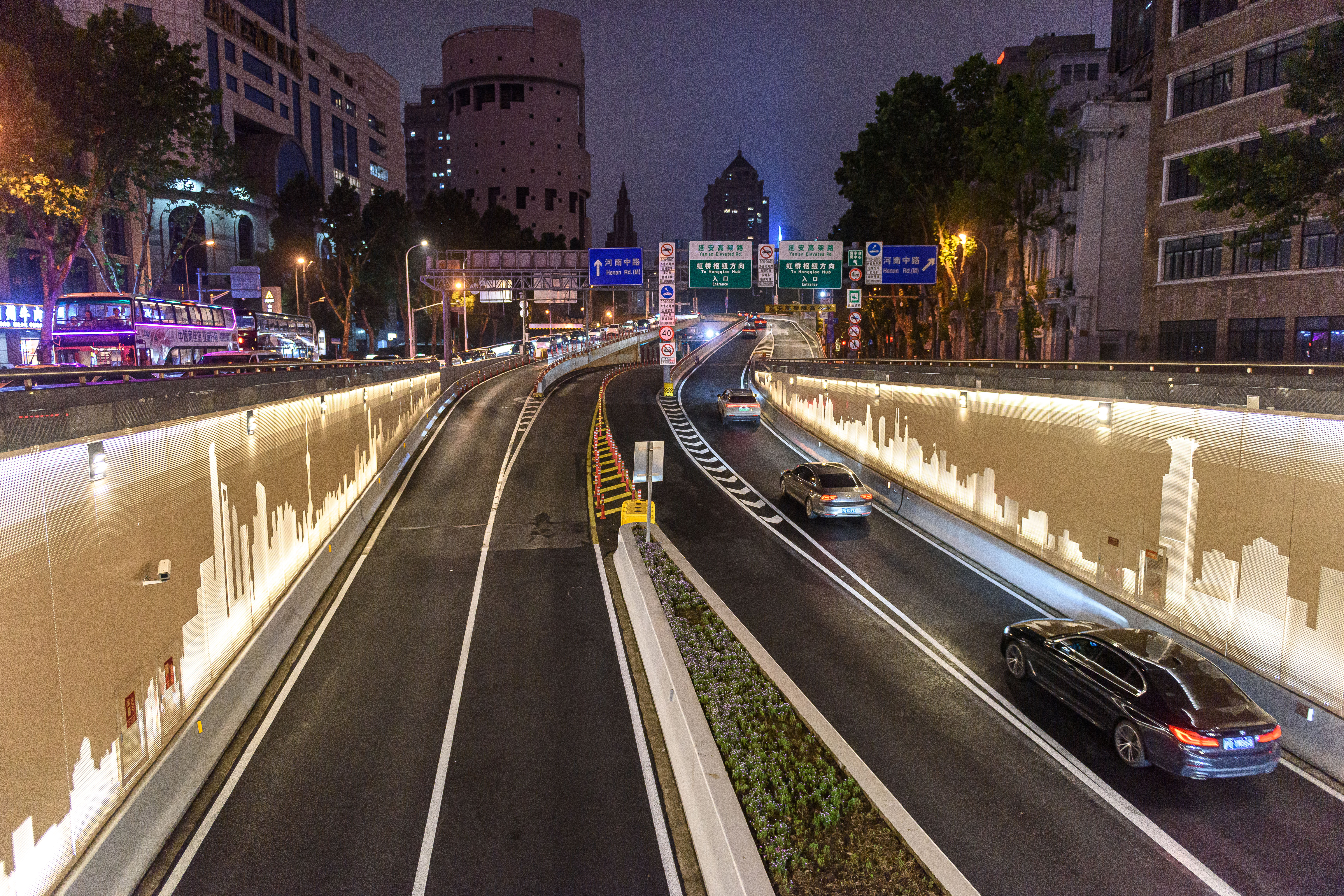
外滩隧道与延安高架路相接处

东段原最后一个下匝道是进入中山东一路的延安高架路外滩匝道，匝道起于上海自然博物馆老馆处（高架桥跨编号K53跨），终于中山东一路钢箱梁，共有40跨高架。由于车辆行驶于该下匝道时能饱览浦江风光，左侧是金色的外滩万国建筑博览群，右侧是东方明珠、金茂大厦以及陆家嘴金融贸易区楼群，同时该段高架在地面上看起来气势恢弘，素有“亚洲第一弯”美称。为了配合外滩通道综合改造工程，亚洲第一弯于2008年2月23日开始拆除，并于3月11日基本拆除完毕。2008年6月6日，该下匝道被完全拆除。2009年12月1日，新的外滩中山东路匝道开始启用。

## 运营

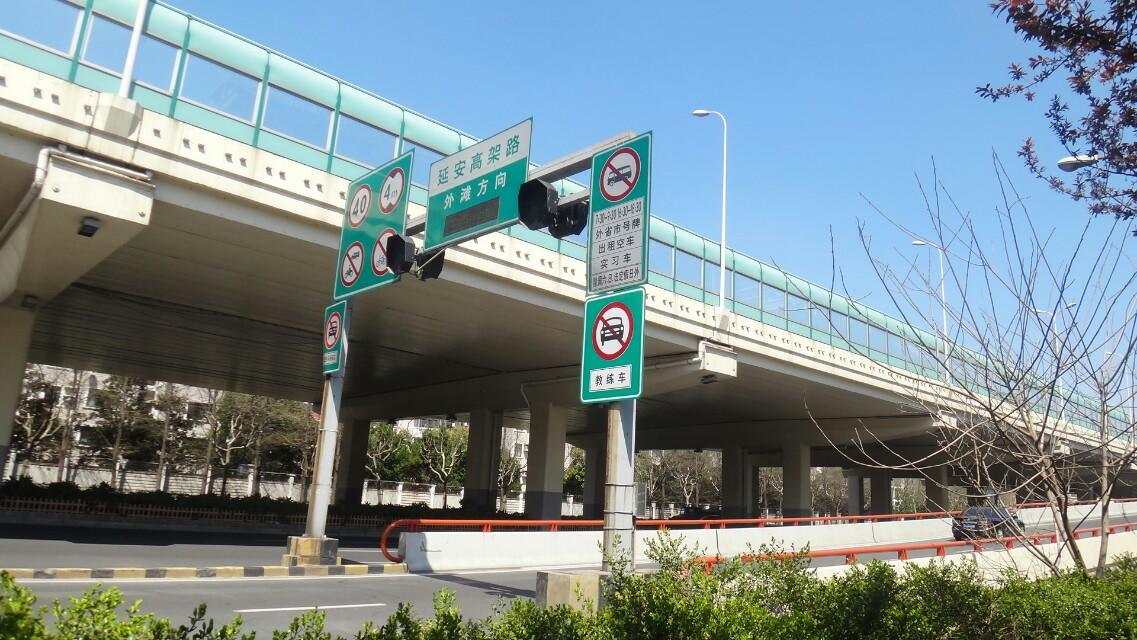
延安高架路虹井路西向东上匝道

### 专营与收费
根据1997年1月2日上海市政府发布的《上海市延安高架路专营管理办法》，自延安高架路东西两段开工起至2017年12月31日，沪港合作上海延安路高架道路发展有限公司对这两段道路实施专营，包括对延安西路与沪青平公路相交处收费口的车辆征收通行费，而延安高架路中段仍由上海市政运营。征收通行费的车辆包括社会车辆和一部分出租車，所征收通行费性质为城市道路贷款建设通行费，随着车流量的上升，通行费的收取影响到了延安高架路的畅通，经过研究协商，收费最终于2005年1月31日提前取消。

### 交通管制
由于交通流量巨大，为缓解道路交通拥堵，均衡高架和地面道路机动车流量，改善城市快速干道通行秩序，上海市公安局自2002年12月28日起对延安高架路实施了常态化的交通管理措施，包括在工作日的规定时间内禁止外省市号牌小客车、未载客的出租小客车及实习期驾驶员驾驶的小客车通行。实施常态化管制至今，上海市公安局多次调整管制方案，延长管制时间，时至今日管制时间已经延长至工作日7时至20时。

### 流量监控
2003年10月20日，作为国家科技部智能交通系（ITS）示范工程的延安路高架道路交通监控系统试开通运行。监控系统通过对道路流量进行检测，并通过大中小三型可变情报板，向驾驶员提供及时的交通信息，诱导车辆在良好路况的道路上行驶。系统投用后，高架道路西向东主线的交通状况明显好转。在保持流量不变的情况下，道路服务水平有很大程度的提高，道路畅通时间明显增加
。

## 上下匝道及沿线立交列表
延安高架路从西至东设置以下出入口，其中上匝道指的是由地面道路进入高架路的匝道，下匝道指的是由高架路驶出进入地面道路的匝道：
| 类型                        | 名称                     | 方向                             | 方向                         | 方向                 |
| 类型                        | 名称                     | 西向 · 虹桥机场方向              | 东向 · 外滩方向              | 连接                 |
| --------------------------- | ------------------------ | -------------------------------- | ---------------------------- | -------------------- |
| 起点（接虹桥机场1号航站楼） |                          |                                  |                              |                      |
| 匝道                        | 机场匝道                 | 上匝道                           | 下匝道                       | 虹桥路               |
| 立交                        | 沪青平立交               | 往莘庄、湖州、沪宁高速、虹桥机场 | 往莘庄、湖州、沪宁高速、外滩 | 外环高速、 沪渝高速  |
| 匝道                        | 沪青平公路匝道           | 下匝道                           |                              | 延安西路、沪青平公路 |
| 匝道                        | 虹井路匝道               |                                  | 上匝道                       | 延安西路             |
| 匝道                        | 虹许路匝道               | 上下匝道                         | 上下匝道                     | 延安西路、虹许路     |
| 匝道                        | 娄山关路匝道             | 下匝道                           | 上匝道                       | 延安西路             |
| 立交                        | 延安西路立交             | 往徐家汇、共和新路               | 往徐家汇、共和新路           | 内环高架路           |
| 匝道                        | 凯旋路匝道               | 下匝道                           | 上匝道                       | 延安西路             |
| 匝道                        | 番禺路匝道               | 上匝道                           |                              | 延安西路、番禺路     |
| 匝道                        | 江苏路匝道               | 下匝道                           | 上下匝道                     | 延安西路             |
| 匝道                        | 华山路匝道               | 下匝道                           | 上匝道                       | 延安中路             |
| 匝道                        | 茂名南（北）路匝道       | 上匝道                           | 下匝道                       | 延安中路             |
| 匝道                        | 瑞金一路（石门一路）匝道 | 下匝道                           | 上匝道                       | 延安中路             |
| 立交                        | 延安中路立交             | 往济阳路、石洞口                 | 往济阳路、石洞口             | 南北高架路           |
| 匝道                        | 西藏中（南）路匝道       | 上匝道                           | 下匝道                       | 延安东路             |
| 匝道                        | 福建中（南）路匝道       | 上匝道                           | 下匝道                       | 延安东路隧道         |
| 匝道                        | 中山东一（二）路匝道     | 上匝道                           | 下匝道                       | 延安东路外滩         |
| 终点（接外滩隧道）          |                          |                                  |                              |                      |

## 环境影响

### 上海音乐厅平移

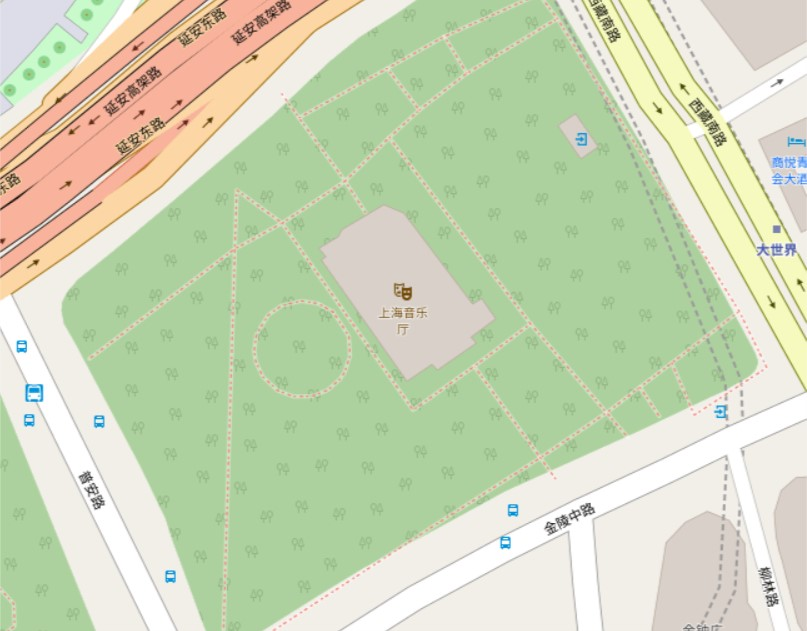
上海音乐厅现状地图

原上海音乐厅坐落在原延安中路龙门路口，建于1930年，是全国第一座音乐厅、上海滩的著名建筑。随着延安路高架路东段建成，西向东的西藏路匝道处成了车辆聚集地，前往上海音乐厅的观众不能在门口停车，必须绕道步行进入音乐厅。此外，高架道路往来的车辆震动也对老建筑极为不利，行车噪音也影响了音乐厅的正常演出效果。2002年，上海市政府决定出资6000万元，对上海音乐厅进行保护性迁移和功能完善性修缮。音乐厅于2002年9月1日歇业，并于12月16日开始开工，次年4月15日正式顶升。最终于2003年6月17日，音乐厅向东南方向移动了66.46米，转向180度，并抬高3.38米。

### 土壤铅沉积

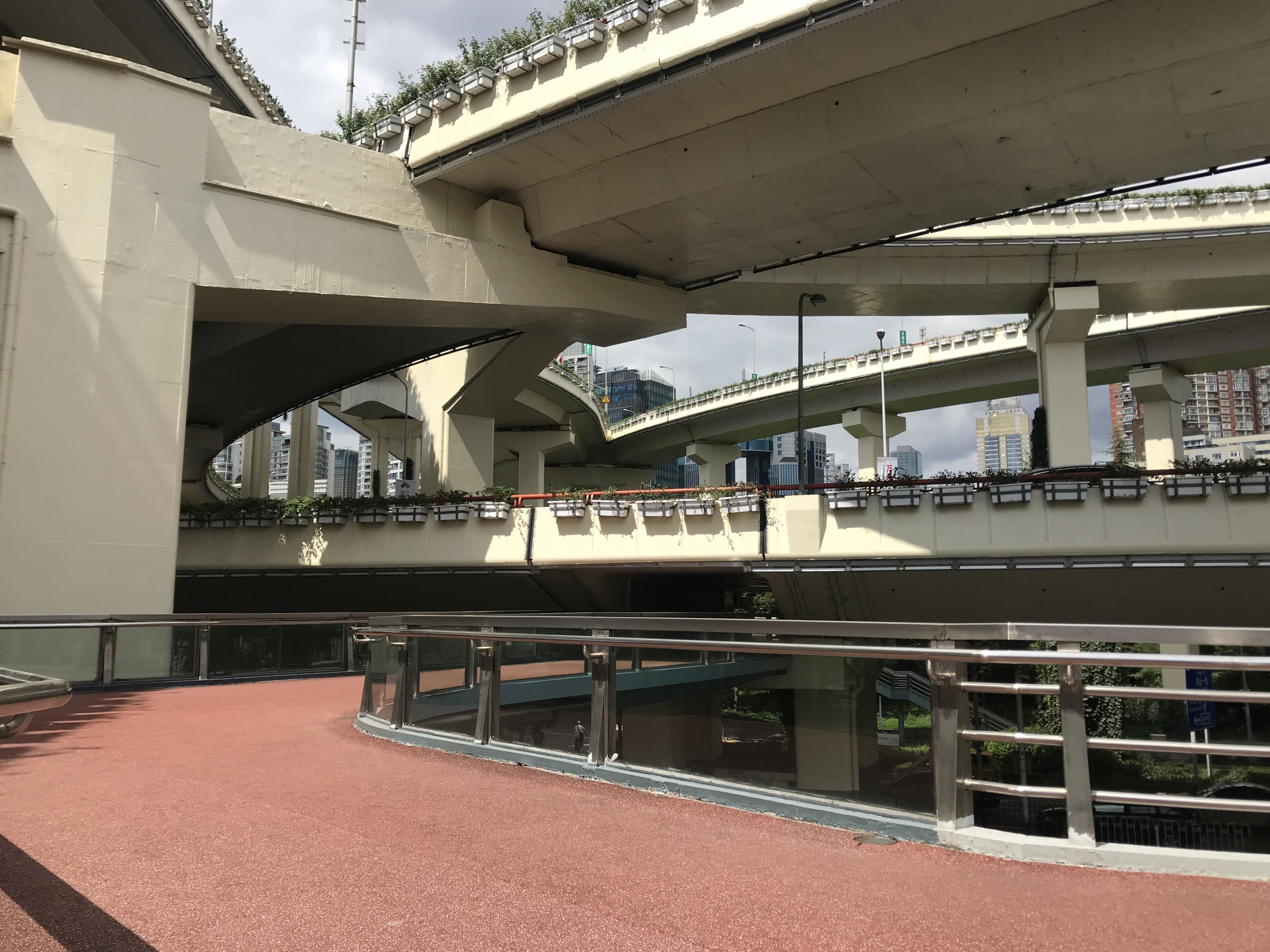
延中立交下的人行天桥

2007年的研究表明，延安高架高峰时段平均车流量为每小时8965辆，延中立交高峰流量可达每小时16000辆，在高架所经区域内主要为商业区、住宅区和公园，无大型工业区的情况下，延安高架道路绿地土壤中铅是上海市土壤背景值的3.7倍，沿线灰尘中铅是土壤铅的3-4倍。沿线绿地土壤中铅在由西到东的3个路段依次增多，并且3个路段铅的平均质量浓度均超过了上海市土壤背景值，分别为土壤背景值的2.1、3.7、4.7 倍；而同地同步采集的灰尘样品铅在分路段上也有同样的规律，3个路段灰尘铅的平均质量浓度分别是上海市土壤背景值的9.4、13.4、14.5倍。研究充分表明，延安高架路的造成了沿线土壤的铅累积，且累积量与车流量正相关。

### 沿线绿化
为从一定程度上缓解高架路带来的噪声、废气和粉尘污染，延安高架路布置了一定的桥柱绿化。延安高架桥柱绿化建设东起江西中路、西至外环沪青平公路的高架桥桥柱群，全线桥柱绿化的平均高度为7.6米。选择了常春藤+五叶地锦、白花络石+五叶地锦等作为常用组合，同时选择爬山虎+常春藤、凌霄+常春藤等作为备选组合，通过各种植物组合以达到在各种不同环境下都有绿化景观的目的。此外还选择了黄金菊、花叶蔓长春、兰花三七等花卉以达到观赏目的。通过绿植的搭配种植，延安高架桥柱绿化工程实现了良好的景观效果和生态效应。

## 流行文化

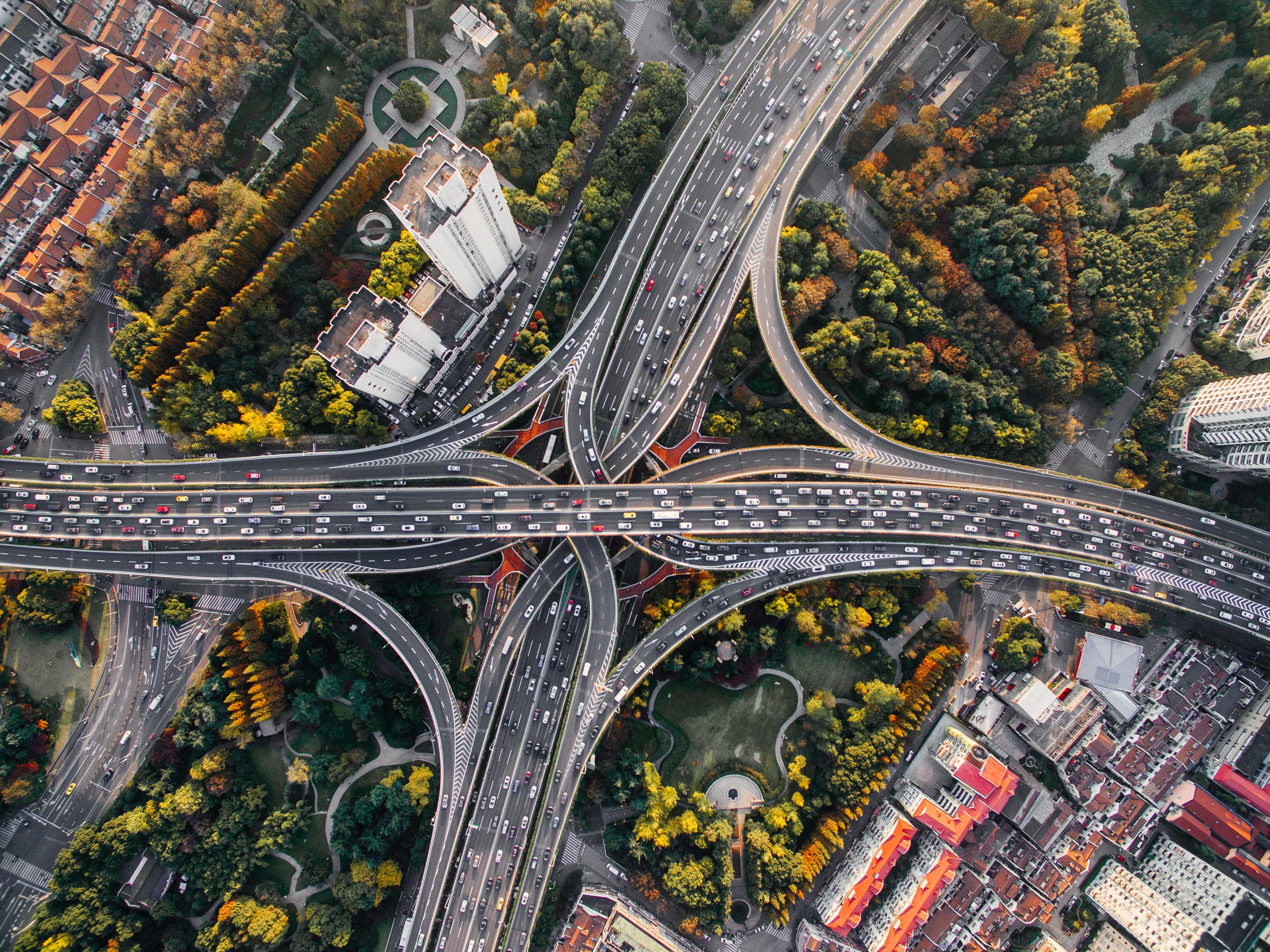
延安中路立交俯瞰，在立交最中央处支撑的即“龙柱”

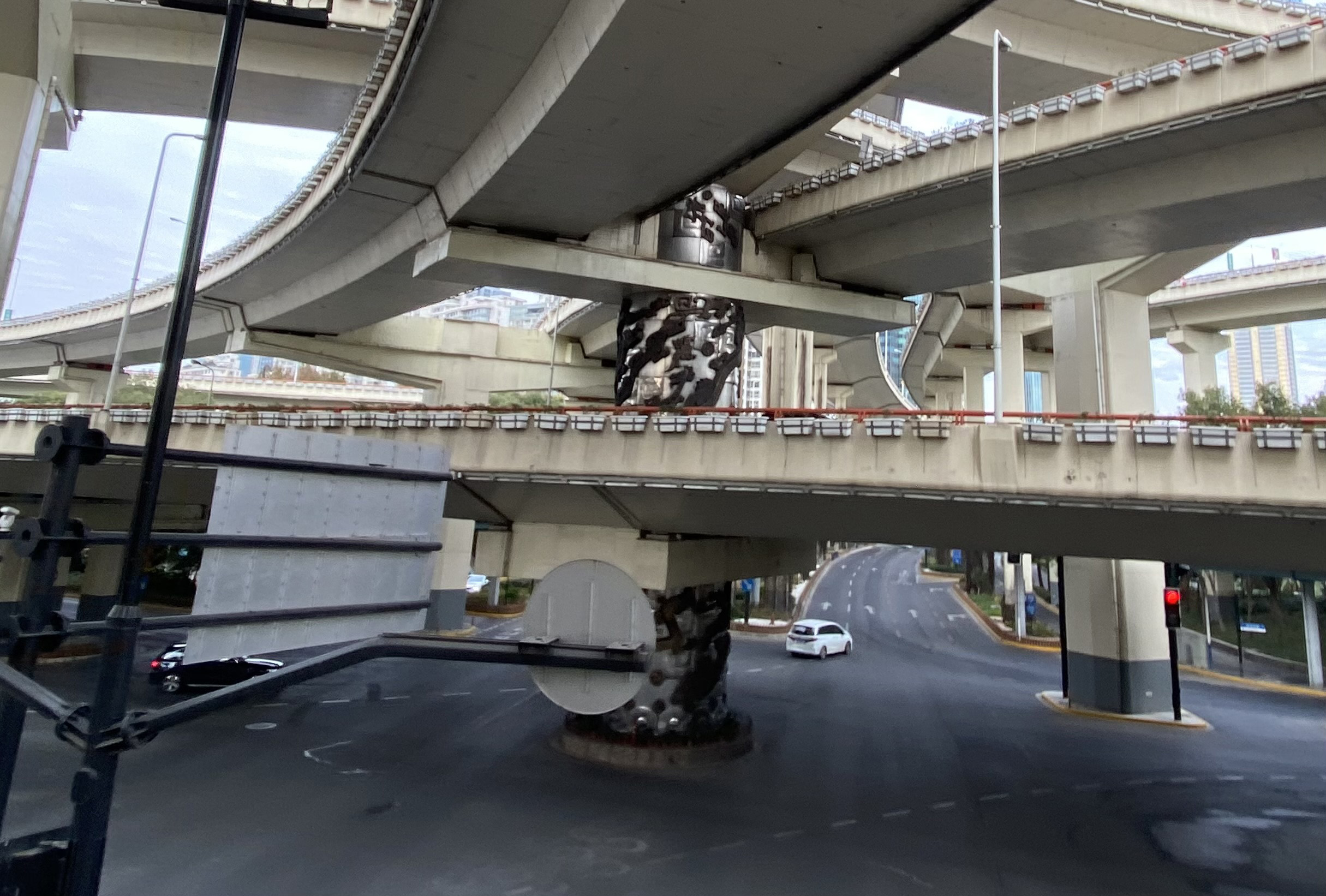
延安中路立交侧面观，设计的腾龙图案即“龙柱”

延安高架路和南北高架路在延安中路立交桥的交汇处，由一根巨大的圆形柱子支撑，墩柱上包裹着白钢并有用黄铜锻造的祥龙腾云图案，该墩柱直径5米、高度32米、桩基长度62米的，是上海高架道路中最粗的一根墩柱，工程名为PM109号墩。因为这根造型特殊的墩柱，而留传下“龙柱”的传说。
民间相传，该墩柱在建造时，打了10个月的桩，却始终未能下桩。当时有传闻，打桩动到了风水，于是请来玉佛寺时任方丈真禅法师。真禅法师带着弟子连续念了三天经文，并主持了祭祀仪式，后来的施工果然无比顺利。真禅法师提醒说，上海的地下有一条龙，这一根桩正好打在了龙背上，所以建造完成后，必须在七天在柱子周围包覆银底金龙的图案。由于道破的天机，真禅法师在多日后无疾而圆寂。 虽然上海政府官方声明未请高僧念经祭祀，但是这个故事在上海本地人里流传甚广。
而事后通过采访上海市市政工程建设处的黄迎东、姜开城得知，PM109号墩难以下桩的原因有两个：一是墩柱所在位置原是杜月笙公馆位置，地下先前已曾打过杨木桩，地下条件比较复杂；二是工程要求边长14.5米的八角形区域布置28根桩，布桩密度太高，在打桩过程中土体相互挤压，加大了桩体摩擦系数，增加了打桩的难度。墩柱完工后，时任上海市市政工程建设建设处总工程师李有成认为灰暗的混凝土中心立柱与高架立交不相匹配，同时也会带来视错觉影响行车安全，于是请上海油画雕塑院的赵志荣先生协助。最终赵志荣为墩柱设计了腾龙的图案，并将墩柱雕塑命名为《龙腾万里 日月同辉》。

## 荣誉
延安高架路工程曾获得以下奖项：
- 国家质量奖
- 中国市政工程金杯奖
- 上海市十佳优秀市政工程金奖